# Chetogena cumutoensis
Chetogena cumutoensis är en tvåvingeart som beskrevs av Thompson 1968. Chetogena cumutoensis ingår i släktet Chetogena och familjen parasitflugor. Inga underarter finns listade i Catalogue of Life.